# Thalassoma lutescens
 Thalassoma lutescens és una espècie de peix de la família dels làbrids i de l'ordre dels perciformes.
Els mascles poden assolir els 30 cm de longitud total.
Es troba des de Sri Lanka fins al sud del Japó, les Hawaii i el sud-est d'Austràlia.